# Нохт, Бернхард
Альбрехт Эдуард Бернхард Нохт (нем. Albrecht Eduard Bernhard Nocht; 4 ноября 1857, Ландесхут, Нижняя Силезия — 5 июня 1945, Висбаден) — немецкий врач, специалист по тропической медицине и гигиене, профессор Гамбургского университета; создатель Института тропической медицины.

## Биография
Альбрехт Эдуард Бернхард Нохт родился 4 ноября 1857 года в Нижней Силезии; до 1881 года он изучал медицину в Берлине — в Институте Фридриха Вильгельма (Pépinière); в итоге обучения стал кандидатом наук. С 1883 по 1892 год Нохт состоял на медицинской службе в Имперском флоте; с 1887 три года работал c Робертом Кохом. Когда в 1892 году в Гамбурге вспыхнула эпидемия холеры — в результате которой погибло 8605 человек — Нохт, вместе с Георгом Гафки, был отправлены в город в качестве постоянных представителей Коха. Как превентивную меру против холеры, Нохт рекомендовал создать службу медицинского мониторинга в порту. В следующем году сенат Гамбурга последовал этой рекомендации, а сам Нохт 1 апреля 1893 года был назначен портовым врачом — занимал данный пост до 1906.
Поскольку моряки в порту Гамбурга неоднократно диагностировались как носители неизвестных заболеваний, в середине девяностых годов XIX века Нохт создал небольшую исследовательскую станцию, занимавшую всего три комнаты в старой портовой больнице. После сложных переговоров с берлинскими властями, в 1900 году на ее базе был создан Гамбургский институт морских и тропических болезней, первым директором и главным врачом которого стал Нохт — занимал данный пост до 1930 года, когда его преемником стал Фридрих Фюллеборн. С 1906 по 1920 год Бернхард Нохт отвечал за всю медицинскую систему Гамбурга: в 1919 году он стал профессором тропической медицины на медицинском факультете недавно созданного университета Гамбурга. С 1927 по 1934 год Нохт являлся также вице-президентом гигиенической комиссии при Лиге Наций; в 1932 году он был избран членом Леопольдины. 11 ноября 1933 года Бернхард Нохт был среди более 900 ученых и преподавателей немецких университетов и вузов, подписавших «Заявление профессоров о поддержке Адольфа Гитлера и национал-социалистического государства». Бернхард Нохт и его жена покончили с собой 5 июня 1945 года.

## Работы
- Vorlesungen für Schiffsärzte der Handelsmarine über Schiffshygiene, Schiffs- und Tropenkrankheiten. Leipzig 1906.
- Tropenhygiene. Berlin u. a. 1908; 2. Auflage 1923.
- Die Malaria. Berlin 1918; 2. Auflage, mit M. Mayer, 1936.